# Palafrè

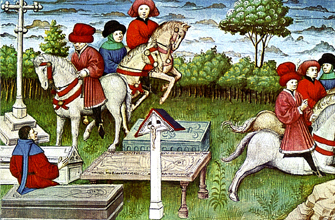
Una pintura de l'edat mitjana amb cavalls palafrens

Un palafrè era un tipus de cavall molt apreciat a l'edat mitjana. Es tractava d’un cavall de pes lleuger, generalment de pas suau, adequat per muntar llargues distàncies; un tipus de cavall, de gran valor, utilitzat com a cavall de sella, a diferència del destrer o del cavall de guerra. Els palafrens no pertanyien a una raça específica, en el sentit que avui s’entén el «concepte raça». Segons la Reial Acadèmia Espanyola es tractava d'un cavall mans en el qual solien muntar les dames (fet no concloent), i moltes vegades els reis i prínceps per fer les seves entrades solemnes a les ciutats. També era un palafrè el cavall en què anava muntat el criat que acompanyava al seu amo mentre aquest muntava un cavall destrer.

## Etimologia
- El substantiu masculí palafrè deriva del llatí tardà, paraveredus, compost de per a (que està "al costat de") i veredus, que significa «cavall viatger» o, més pròpiament, «cavall de reforç», la qual cosa també significaria «cavall de posta o de correu». Testificat en el Codi Teodosià, el terme paraveredus podria haver-se format al nord dels Balcans, regió on varen estar en contacte el llatí i el grec.[5]
- Paraveredus hauria canviat a palavredu per dissimilació (r-r → l-r) i emmudiment de la 2ª pre-tònica interna (veure → vr); aleshores, palavredu hauria donat el mot llatí medieval parafridus, testificat el 897.[6]
- Veredus és al seu torn un préstec del terme celta (gal) uo-reido-, amb el prefix uo-, que significa «sota» (forma evolucionada de upo-) i un segon terme del tema verbal reid-, que significa «viatjar». La paraula palafrè procedeix del mateix ètim que l'alemany Pferd, un terme genèric que significa «cavall». En aquesta llengua, un palafrè es diu Zelter, que significa literalment «carro» i deriva, com el nòrdic antic (cf. islandès tölt) del protogermànic.[6]

## Cria
El terme "palafré", en general, es refereix a un cavall de prestigi molt car que s'utilitzava per a l'oci i cavalcades o festivals hípics durant l'edat mitjana, el seu preu equivalia de vegades al del cavall destrer. Era popular entre els nobles, per a activitats com la Caça de munteria i cerimònies.

## Edat mitjana
Article principal:Cavalls a l'edat mitjana

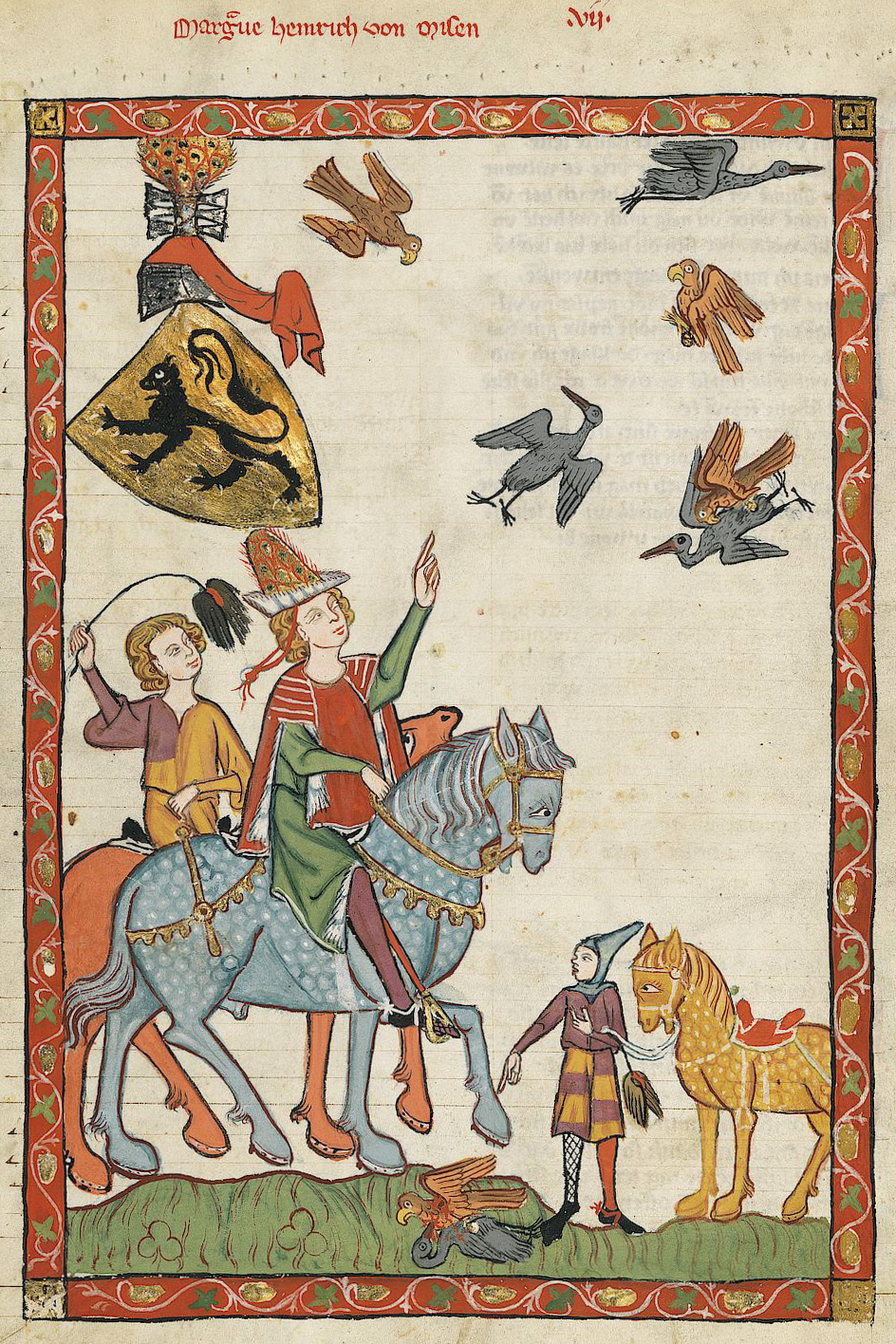
Imatge de caça amb cavall i falcons

Els nobles es dedicaven a la caça per plaer i sovint ho feien muntats en cavalls. La falconeria era una de les modalitats més freqüents. Els palafrens o cavalls de sella eren els animals seleccionats per a la caça. Eren animals de menor qualitat que els cavalls de guerra i es caracteritzaven per la rapidesa i la longevitat. Tot i que menys habituals, també se celebraven curses de cavalls o cavalcades per plaer entre els nobles i en aquest cas solien triar-se els corsers. Aquestes competicions tenien la finalitat d'impressionar el públic amb la destresa del genet i la riquesa dels propietaris, per la qual cosa els animals anaven luxosament guarnits i portaven ben visibles els emblemes heràldics. Cap al segle xiv es va generalitzar l'ús del mos per frenar els cavalls i dirigir-los millor en aquestes exhibicions. En els passejos pel bosc i la caça les dones acompanyaven els seus pretendents o parents. Elles solien muntar de costat, per no fer malbé el vestit i perquè la postura amb les cames obertes es considerava poc decorosa. Per aquest motiu usaven selles especials i els seus desplaçaments eren més curts. Els escuders posaven graons o escambells per ajudar-les a pujar i baixar i combinaven la cavalcada amb el passeig en llitera o carro.
Els monjos tenien fama de ser bons criadors de cavalls, sobretot els de l'Orde de la Cartoixa, que a l'edat mitjana tardana conservaven per escrit el llinatge de molts cavalls per assegurar-ne la qualitat als compradors nobles. Aquests documents han permès traçar la genealogia i modificacions conscients introduïdes als cavalls per fer-los més forts i ràpids. Abans no es consignaven els encreuaments de forma sistemàtica però sí existien tradicions orals, especialment entre els àrabs. Dins dels seglars, cal destacar el conestable, l'encarregat de les cavalleries d'un noble, que era qui tractava amb els criadors i organitzava els manescals, els serfs dels estables, els escuders i altres persones relacionades amb la cura dels cavalls. Igualment pactava amb altres conestables l'organització de torneigs i justes. A determinats llocs el nom va donar lloc a un grau militar, com a la Corona d'Aragó, on era el cap de l'exèrcit del rei.

## Marxes
La característica més important d'un palafrè és la seva capacitat per l'ambladura en lloc de trotar. L’ambladura és una marxa de dos temps on el cavall mou la extremitat anterior i l'extremitat posterior al mateix costat al mateix temps, més lent que el galop. El trot és una marxa relativament ràpida de dos temps que cobreix molt de terreny. Tot i així, el ritme no és còmode. L’ambladura és tan ràpida com el trot, poc cansant per a un cavall que la realitza de forma natural i molt més còmoda per al genet. Per tant, per al transport terrestre a l'edat mitjana, un cavall capaç de divagar a llargues distàncies era molt demandat.
A poc a poc, els ambladors van ser substituïts per trotadors i, per tant, són rars a Europa. La primera raó és que el viatge en carruatge s’ha tornat més comú i les races de cavalls de trot són generalment més grans i forts, més aptes per enganxar-se. Una altra raó és la moda dels cavalls pura sang i altres races, exigida per la cavalleria de l'exèrcit, que exigia cavalls capaços de galopar durant llargs períodes.
Cavalls molt aptes per l'ambladura es crien principalment a les Amèriques, com el Missouri Fox Trotter, el Tennessee Walker, el cavall islandès i un subgrup de la raça American Saddlebred. El Paso Fino i el Paso peruà d'Amèrica Llatina són capaços de realitzar dos o tres ambladures diferents amb velocitat variable i són probablement els descendents moderns més propers del palafrè.
Els únic ambladors europeus actuals, i probablement amb els orígens més antics, són els ponis de Creta i alta Elide (o Peneia), que mesuren de 1,35 1,45 de mitjana. Un fris datat el 2000 aC. a Creta i una quadriga a Olímpia descriuen cavalls molt semblants.

## Documents

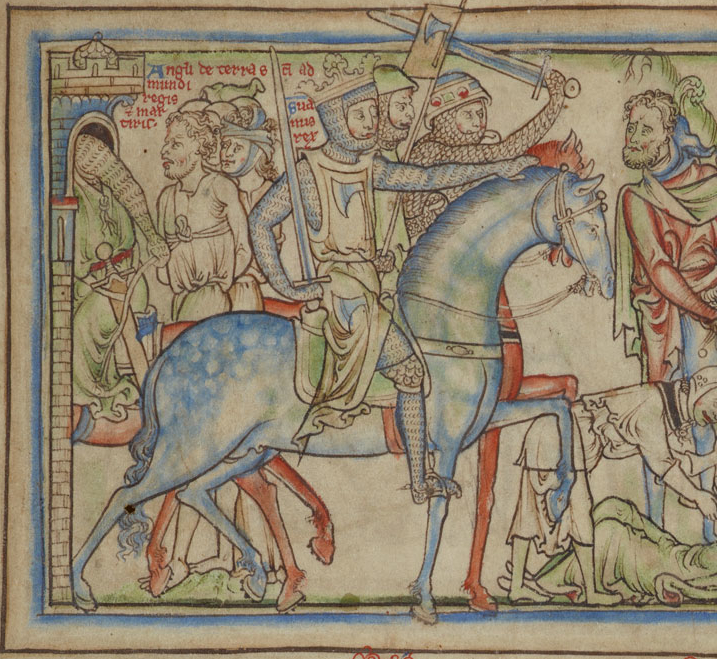
Eduard el Confessor sobre un cavall liart rodat amblador. Probablement un palafrè.

Una mostra de referències concretes, ordenades cronològicament, hauria de permetre una millor comprensió del tema, del significat del terme i de l’abast real del seu ús.
- 1130-1150. Cançó de Rotllan.[9][10]

- 1160.- Guillem de Berguedà:[11][12]

    D'aqestz n'i a tals tres
    c'ablor moillers ai jon,
    et abeurat cen vetz
    mon caval a lor fon,
    e passatz a lor pon
    amdos mos palafres,
    q'am mais que Agremon.
- c1200. Cantar de mio Cid.[13][14]

- 1200? Cant de gesta "Les enfances Vivien".[15]
  - «...dessous ses cuisses un palefroit corsier...»
- 1249. Lleuda de Cotlliure.
  - Aquesta lleuda (una normativa escrita de les taxes a pagar per cada mercaderia que es descarregava al port) indicava les quantitats corresponents als animals de peu rodó: “...; un cavall paga 20 sous; un palafrè paga 7 sous; rossí paga 5 sous; mul o mula paga 2 sous....”[16]

- 1256. Albert el Gran, en la seva obra De animalibus, va escriure sobre 4 tipus de cavalls:[17][18]
  - dextrarius
  - pallefridus
  - currilis
  - roncinus

- 1259. El testament de Bernat de Berga, bisbe d’Elna, parla d’un palafrè de pelatge “baig”.[19]

- 1260.- Uguçon da Laodho:[20][21]

    destrier ni palafren cum soaf ambladura,
    né norbia vestimenta, né rica flibadhura,
    palasio ni tor, ni negun’ armadhura.
    Mai ben devria la çente aver molt grand paura
    de la morte crudhel, negra, pessima e scura,
- 1283-1284. En el document "Comptes de Navarre" (en francès i corresponent a la guerra de Navarra) hi ha nombrosos "palefroy" en inventaris de cavalls.[22]

- 1338.[23]

| «                     | ... caualgan palafrenes e mulas ambladoras... | » |
| — Libro de Alexandre. |                                               |   |

- 1344. "... in stabulo Prioris j pallefridus, j summarius..." (... a l'estable del prior un palafrè i un cavall de bast...)[25]

- 1383, març, 30. Saragossa. Salconduit a Luchino Scarampi, que va a Avinyó amb deu cavalls palafrens, corsers o rossins, or, argent, joies, maletes, servidors, etc.

- 1533. "... caualgando en aquel palafrén de mi escudero." "Los quatro libros de Amadis de Gaula".[26]

- 1586. "... vieron ligado un palafrén, y junto a el sentada la donzella que venían a buscar...".[27]

- 1678. "...Petrus de Montigniace in Campania pro Palafredo 20. lib...".[28]